# Mario Campi
Mario Campi (Zurique, 18 de abril de 1936 — Lugano, 15 de dezembro de 2011) foi um arquiteto suíço.

## Vida

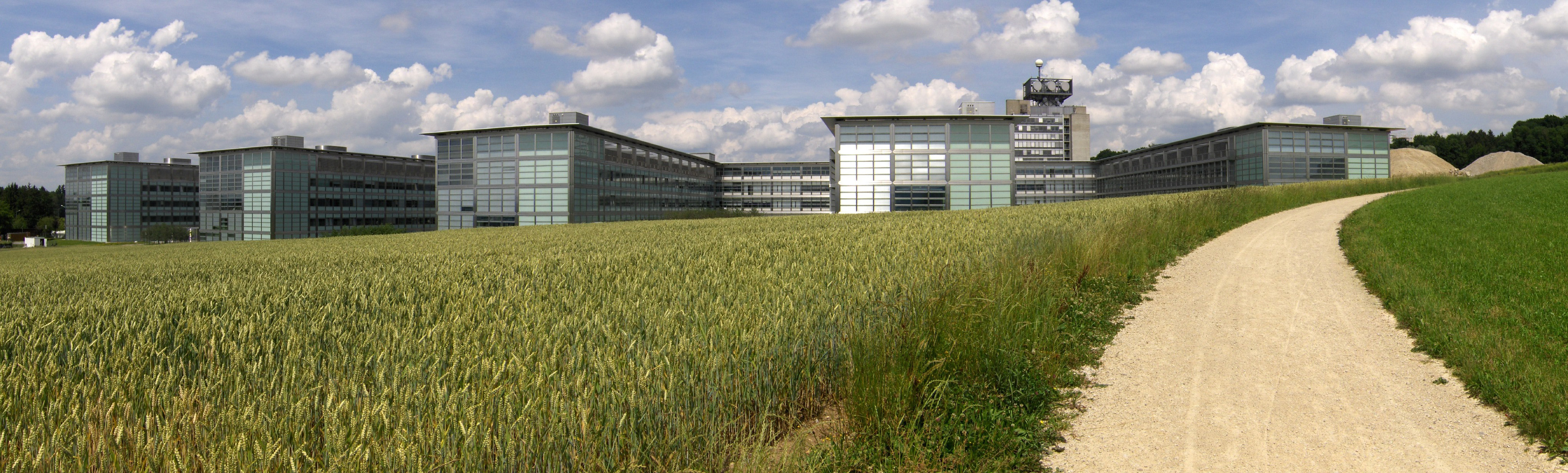
ETH Hönggerberg, visto do sul

Campi completou sua formação de arquiteto no Instituto Federal de Tecnologia de Zurique (ETH), em julho de 1960. Trabalhou depois com Franco Pessina em um escritório de arquitetura em Lugano, onde a partir de Niki Piazzoli também atuou. A partir de 1977 começou a lecionar no ETH, tornando-se professor em 1985, e foi decano da seção de arquitetura em 1988. Em 2001 tornou-se professor emérito. Após a aposentadoria abriu seu próprio escritório de arquitetura.
Em 1986 venceu uma concorrência para restauração da parte antiga da cidade de Unterseen, e em 1987 para a construção de residências sociais em Lugano. Participou de diversas concorrências e exposições e além da Suíça também construiu na Alemanha, Suécia e China. Após 1990 foi o arquiteto da Faculdade de Química da ETH.
Morreu em 15 de dezembro de 2011, com 75 anos de idade.

## Publicações selecionadas
- Kenneth Frampton (Hrsg.): Mario Campi-Franco Pessina, Architects : CPP, com ensaios de Werner Seligmann e Jorge Silvetti; fotografado e compilado por Eduard Hueber; Rizzoli International Publications, Nova Iorque, edição em inglês de 1987, ISBN 0-8478-0799-1
- Kristin Feireiss (Hrsg.): Mario Campi, Franco Pessina: Bauten und Projekte, 1962–1994. Ernst & Sohn, Berlim 1994, ISBN 3-433-02436-7.
- Mario Campi und Pippo Ciorra: Young Italian architects. Giovani architetti italiani. Birkhäuser, Basel/Boston 1998, ISBN 3-7643-5783-5.
- Mario Campi: Skyscrapers: an architectural type of modern urbanism. Birkhäuser, Basel/Boston, ed. bilingue, 2000, ISBN 3-7643-6130-1.[2]
- Mario Campi, Franz Bucher, Mirko Zardini: Annähernd perfekte Peripherie: Glattalstadt/Greater Zurich Area. Birkhäuser, Basel 2001, ISBN 3-7643-6311-8.
- Karin Möllfors (Hrsg.): Mario Campi, Architekturen und Entwürfe / Architectures and Architectural Designs: Architect 1985-2000. Birkhäuser, Basel 2001, ISBN 3-7643-6443-2.
- Ákos Moravánszky: Der Realismus als Denkweise – Mario Campi 1936-2011., Research Collection ETH, Fev. 2012[3]